# Odontadenia hypoglauca
Odontadenia hypoglauca là một loài thực vật có hoa trong họ La bố ma. Loài này được (Stadelm.) Müll.Arg. mô tả khoa học đầu tiên năm 1860.